# Astérix et Obélix : L'Empire du Milieu
Série Astérix et Obélix
Astérix et Obélix : Au service de Sa Majesté
(2012)
Pour plus de détails, voir Fiche technique et Distribution.
Astérix et Obélix : L’Empire du Milieu est un film français réalisé par Guillaume Canet, sorti en 2023.
Le film se déroule en 50 avant Jésus-Christ. L’impératrice de Chine est emprisonnée à la suite d’un coup d’État fomenté par Deng Tsin Qin, un prince félon. Aidée par Graindemaïs, le marchand phénicien, et par sa fidèle guerrière Tat Han, la princesse Fu Yi, fille unique de l’impératrice, s’enfuit en Gaule pour demander de l’aide aux deux valeureux guerriers Astérix et Obélix, dotés d’une force surhumaine grâce à leur potion magique.
Il s’agit du cinquième film en prise de vues réelles de la série Astérix et Obélix et l’adaptation des personnages créés par René Goscinny et Albert Uderzo.
Il s’agit également du premier film en prise de vue réelle d’après une histoire originale, ainsi que du premier de cette série dans lequel Obélix n’est pas interprété par Gérard Depardieu mais par Gilles Lellouche.
Le budget de ce film s’élève à 66 millions d’euros, ce qui en fait le sixième film français le plus cher jamais produit. À sa sortie, le film reçoit une majorité de critiques négatives.

## Synopsis
En 50 avant Jésus-Christ, Astérix (Guillaume Canet) s'inquiète des effets à long terme sur la santé de l'utilisation excessive de la potion magique et de la consommation constante de viande. Il sait que les Gaulois ne peuvent pas combattre les Romains sans la potion, mais il tente néanmoins de prouver le contraire en affrontant les Romains sans succès. Obélix (Gilles Lellouche) essaie à nouveau de séduire Falbala (Angèle), mais elle n'est toujours pas intéressée. Fu Yi (Julie Chen) se rend en Gaule avec Graindemaïs (Jonathan Cohen), le conducteur de l'entraîneur, et son garde du corps Tat Han. Astérix est attiré par Fu Yi.
Fu Yi révèle que sa mère (Linh-Dan Pham), l'impératrice de l'Empire du Milieu, a lutté pour garder le contrôle du royaume après la mort de l'empereur. Les princes convoitent le trône et menacent la vie de Fu Yi. Le prince Deng Tsin Qin (Bun Hay Mean) défie l'impératrice et impose une nouvelle taxe sur sa part du royaume. Deng souhaite épouser Fu Yi, mais elle et sa mère se moquent de cette idée. L'impératrice, sentant le danger pour Fu Yi, demande l'aide d'Epidemaïs (Ramzy Bedia), un commerçant occidental déguisé en Gaulois où il s’est même teint les cheveux pour être convaincant. Graindemaïs est le neveu d'Epidemaïs. Lorsque Deng attaque, l'impératrice demande à Epidemaïs d'emmener Fu Yi en Gaule pour la mettre à l'abri. Epidemaïs confie cette tâche à Graindemaïs, tout en tentant de courtiser la princesse. L'impératrice est capturée par Deng, tout comme Epidemaïs.
Abraracourcix (Jérôme Commandeur) refuse d'aider, car l'Empire du Milieu est trop loin et l'histoire de Fu Yi lui semble incroyable. Astérix propose d'aller avec Fu Yi pour aider sa mère et elle-même, et Obélix décide de les accompagner, emportant une gourde de potion magique malgré le souhait d'Astérix de s'en passer. Pendant ce temps, Jules César (Vincent Cassel) est à Rome avec Cléopâtre (Marion Cotillard). Celle-ci, exaspérée par Jules, décide de rompre avec lui et de partir avec Tabascos. Ri Qi Qi, conseiller de Deng, propose des richesses à César en échange de son aide militaire. Cléopâtre se moque de César, lui disant que personne ne le connaît en dehors de Rome. En colère, César décide d'aller à l'Empire du Milieu pour y laisser son nom. Il emmène ses légions pour défendre Deng Tsin Qin, mais reste coincé sur la route de la soie.
Astérix, Obélix, Tat Han, Fu Yi et Graindemaïs se rendent en Afrique du Nord en traversant la mer Méditerranée. Graindemaïs révèle à Astérix son amour (exagéré) pour Fu Yi et son intention de l'épouser, ce qui crée une rivalité entre les deux pour son affection. Le groupe traverse le désert égyptien pour atteindre la ville de Klysma, où ils rencontrent Titanix (Orelsan), un capitaine de bateau et l’engage pour les conduire au pays. Quand la taverne de Bibine se fait braquer, Fu Yi assiste à l'effet de la potion magique lorsque Astérix et Obélix combattent des bandits.
Le groupe croise le navire pirate de Barbe-Rouge (Franck Gastambide). Tat Han demande à Astérix de se retirer et affronte seule les pirates, gagnant l'admiration d'Obélix. Pendant ce temps, l'armée de César traverse la Perse, l'Inde et la Mongolie pour atteindre l'Empire du Milieu. César s'allie avec Deng pour conquérir le pays, utilisant le guerrier Caius Antivirus (Zlatan Ibrahimović) pour vaincre 4 royaumes. Le dernier debout est le clan Ku Koo.
Arrivés à l'Empire du Milieu, Astérix avoue à Obélix ses sentiments pour Fu Yi et lui demande de quitter la cabane car elle appartient à ses parents. Obélix révèle son intérêt pour Tat Han mais Astérix rit à cette nouvelle, ce qui provoque une nouvelle dispute entre les deux Gaulois. Deng et César font annoncer qu'ils vont exécuter l'impératrice et Epidemaïs dans sept jours.
César envoie un message à Cléopâtre pour affirmer ses actions, mais il reçoit ensuite des excuses de sa part, le faisant regretter ses actions. Fu Yi et son groupe séjournent chez le maître de Tat Han, Ban Han, qui révèle que l'impératrice est captive au temple abandonné de Xuan. Le groupe fait évader l'impératrice en laissant Epidemaïs car il a insisté pour rester afin d’aller au bout de sa négociation avec ses ravisseurs, puis il se rend au royaume de Ku Koo pour y obtenir l’armée pendant que l'impératrice et Tat Han partent rassembler leurs alliés. Le prince héritier Du Deng est réputé laid mais se révèle être un bel homme aux cheveux blonds, qui sont considérés comme sa principale laideur et Fu Yi semble attirée par le prince à la grande déception d’Astérix et d’Epidemaïs.
Fu Yi et Du Deng rassemblent une armée de 10 000 soldats contre les 80 000 légionnaires de César. Astérix partage sa potion avec Fu Yi et Du Deng. Mais au milieu de la bataille, une flèche perce la gourde, la faisant se vider. Obélix défend Astérix de toute attaque de la part des Romains mais malgré leurs efforts, Fu Yi se fait encercler. C'est à ce moment que l'impératrice arrive avec une grande armée d'un million de soldats, obligeant les Romains à se rendre. Deng et César sont contraints de rentrer à Rome où, en même temps, Jules reçoit la réponse négative de Cléopâtre.
L'impératrice célèbre la victoire en Gaule. Le prince Deng épouse Fu Yi. Obélix préfère Tat Han à Falbala malgré la distance et Astérix se remet à manger de la viande. Deng et Ri Qi Qi deviennent des domestiques pour César. À Bibine, Cléopâtre se réconcilie avec Jules, et Astérix fait de même avec Obélix.

## Fiche technique
Sauf indication contraire, les informations mentionnées dans cette section peuvent être confirmées par la base de données cinématographiques IMDb,  présente dans la section « Liens externes ».
- Titre original : Astérix et Obélix : L’Empire du Milieu
- Réalisation : Guillaume Canet
- Scénario : Guillaume Canet, Julien Hervé et Philippe Mechelen, d’après les personnages créés par René Goscinny et Albert Uderzo
- Musique : Matthieu « -M- » Chedid (featuring Bigflo & Oli, Bibine, Pomme, Nach et Philippe Katerine)
- Direction artistique : Dominique Moisan et Bertrand Clercq-Roques
- Décors : Aline Bonetto et Mathieu Junot
- Costumes : Madeline Fontaine
- Photographie : André Chemetoff
- Montage : Simon Jacquet
- Production : Alain Attal et Yohan Baiada[1]
- Production déléguée : Solveig Rawas
- Sociétés de production : Les Éditions Albert René, Les Enfants Terribles, Pathé et Trésor Films[1]
- Société de distribution : Pathé Films
- Budget : 66 millions d’euros[2],[3]
- Pays de production :  France
- Langue originale : français
- Format : couleur - 2,35:1 - Dolby Atmos
- Genre : comédie
- Durée : 111 minutes
- Dates de sortie :
  - Belgique, France, Québec, Suisse romande : 1er février 2023[4]
  - Allemagne : 18 mai 2023
- Diffusion à la TV : 
  - France : Canal + 22 septembre 2023

## Distribution
- Guillaume Canet : Astérix
  - Marcel Canet[N 1] : Astérix, enfant
- Gilles Lellouche : Obélix
  - Gabin Jouillerot[N 2] : Obélix, enfant
- Vincent Cassel : Jules César
- Jonathan Cohen : Graindemaïs, commerçant d'articles gaulois en Chine
- Marion Cotillard : Cléopâtre / Bibine, aubergiste à Klysma
- Julie Chen : Princesse Fu Yi
- Linh-Dan Pham : l'impératrice de l'Empire du Milieu, mère de Fu Yi
- Bun Hay Mean : Deng Tsin Qin, prince félon de Chine
- Ramzy Bedia : Epidemaïs, oncle de Graindemaïs, commerçant d'articles gaulois en Chine
- José Garcia : Biopix, scribe de César
- Manu Payet : Ri Qi Qi, conseiller romain de Deng Tsin Qin
- Pierre Richard : Panoramix
- Philippe Katerine : Assurancetourix
- Jérôme Commandeur : Abraracourcix
- Audrey Lamy : Bonemine
- Angèle : Falbala
- Tatiana Gousseff : Iélosubmarine
- Chicandier : Ordralfabétix
- Orelsan : Titanix, capitaine du bateau
- Franck Gastambide : Barbe-Rouge
- Issa Doumbia : Baba
- Vincent Desagnat : Perfidus
- Laura Felpin : Carioca
- Thomas VDB : Sinus
- Monsieur Fraize : Plexus
- Bigflo : Toufix
- Oli : Abdelmalix
- Carlito : Cubitus
- Mcfly : Radius
- Matthieu Chedid : Remix
- Zlatan Ibrahimović : Caius Antivirus
- Gérard Darmon : le narrateur
- Leanna Chea : Tat Han, garde du corps de Fu Yi
- Tran Vu Tran : Prince Du Deng
- André Kalmes : Cétautomatix
- Philippe Canet[N 3] : Agecanonix
- Jérémie Covillault : le légionnaire perdu
- Xavier Alcan : légionnaire perdu
- Ragnar Le Breton : le centurion de l'auberge
- Jim Adhi Limas : Maître Ban Han
- Steve Tran : le mercenaire estrade
- Bô Gaultier de Kermoal : Tofu
- Florent Manaudou : Tabascos
- Wesley Weigel : le pirate flippé
- Yann Papin : Abribus
- Samuel Hibon : Lapsus
- Nicolas Kopniaieff : Versus
- Théophile Dugault : Albalyx
- Vivien Gottwald : un romain lors de la bataille de Deng

Source : Allociné

## Production

### Genèse et développement

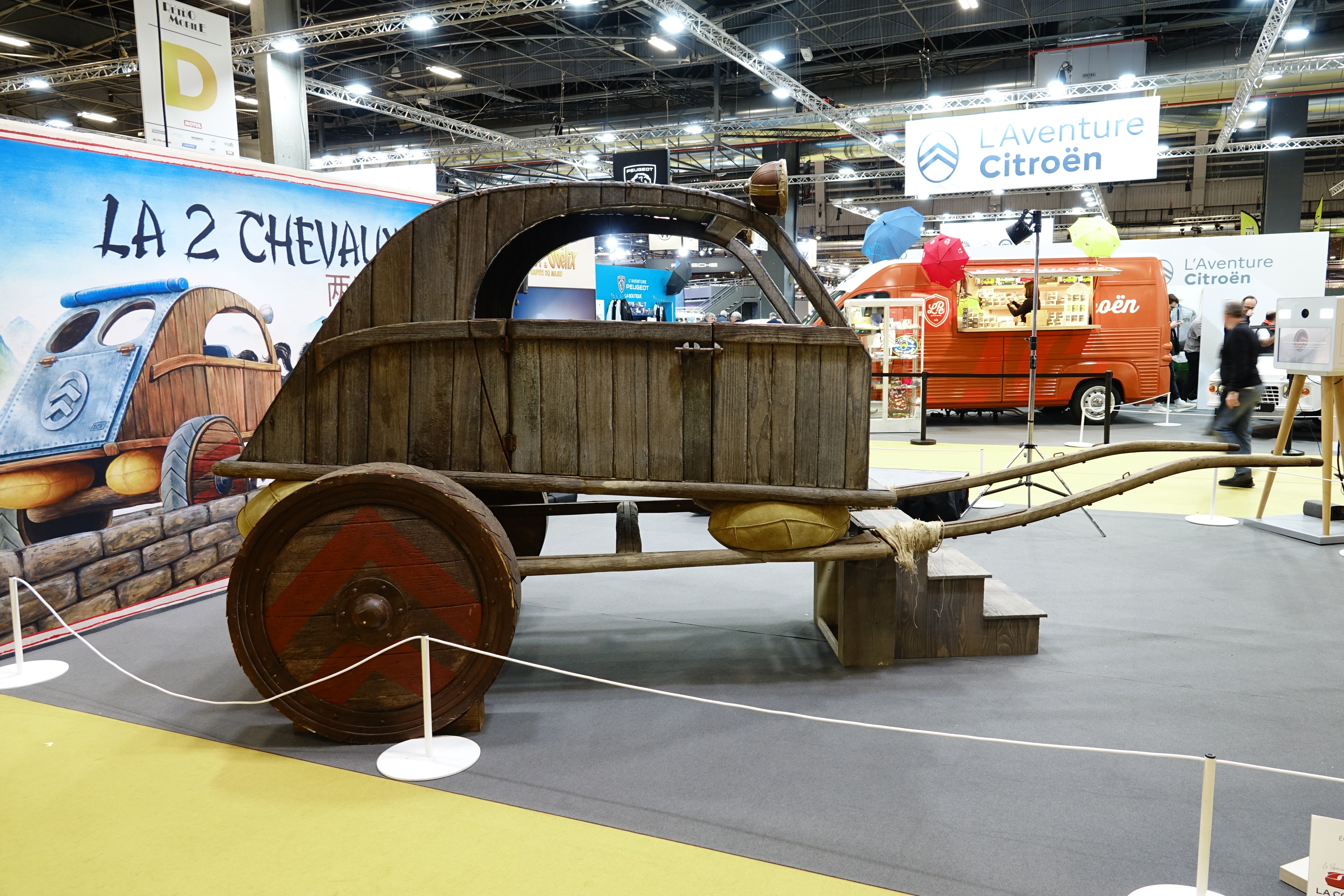
Citroën concept-char d'Astérix

En 2016, après les mauvaises critiques et les résultats commerciaux insuffisants des deux précédents films en prises de vue réelles, Astérix aux Jeux olympiques et Astérix et Obélix : Au service de Sa Majesté, Anne Goscinny déclare que les prochains films nécessitent la refonte des idées et de la distribution des rôles, les réalisateurs envisagés étaient notamment Michel Hazanavicius et Franck Gastambide,.
En novembre 2017, Le Film français révèle que Les Éditions Albert René, les producteurs Alain Attal et Yohan Baiada projettent le tournage fin 2020 d’un nouveau long métrage en prise de vues réelles dont le scénario ne sera pas l’adaptation d’un album publié, et dont l’action se situera en Chine,.
Fin octobre 2019, Guillaume Canet annonce sur son compte Instagram sa prochaine réalisation,. Début novembre, le scénario est terminé et l’accord des partenaires habituels est obtenu de la maison Hachette pour l’adaptation. Le 5 novembre, le réalisateur et producteur Alain Attal assiste à l’inauguration du Centre Pompidou de Shanghaï pour « rencontrer des acteurs et des actrices, des partenaires chinois », précise Guillaume Canet.
Début 2020, la pandémie de Covid-19 se déclare en Chine, puis progressivement dans le reste du monde sans épargner la France. La conséquence directe pour le film est un retard de production qui décale d’un an la réalisation de ce 5e film. En raison de ce retard lié à la pandémie, Guillaume Canet écrit le scénario d’un autre film, Lui, dont le tournage — plus simple et moins ambitieux — débute en septembre 2020.

### Attribution des rôles
Fin octobre 2019, Guillaume Canet annonce sur son compte Instagram qu’il prendra le rôle d’Astérix aux côtés de Gilles Lellouche qui endossera le costume d’Obélix,.
En janvier 2020, on annonce que Marion Cotillard sera Cléopâtre, que Vincent Cassel sera Jules César et que Jonathan Cohen, Vincent Desagnat et Alex Lutz sont engagés. En août, l’acteur Donnie Yen partage une photo sur les réseaux sociaux pour parler des nombreux scripts qu’on lui a envoyés. Sur cette image, on peut y apercevoir le début du logo Astérix, que l’on retrouve sur les bandes dessinées. L’intrigue se passant en partie en Asie, il se pourrait que les producteurs lui aient envoyé le script. L’acteur n’a, à ce moment, donné aucune confirmation sur sa participation.
La même année Guillaume Canet choisit pour le rôle d’Ordralfabétix l’humoriste Chicandier connu pour sa « gouaille » et ses rôles de « bon vivant »,.
Le 8 avril 2021, une série de publication sur les réseaux sociaux ont annoncé le casting complet du film, dont celui de Jérôme Commandeur et du footballeur suédois Zlatan Ibrahimović sur leurs comptes Instagram, respectivement dans les rôles d’Abraracourcix et d’Antivirus (dans le second volet de la saga cinématographique, ce rôle était tenu par Jean-Paul Rouve). La distribution principale est dévoilée via un poster officiel,.
Les vidéastes Mcfly et Carlito « gagnent » leurs rôles dans le film dans une de leurs vidéos de concours d’anecdotes avec Guillaume Canet et Gilles Lellouche, publiée le 29 avril 2019.
La bande annonce est sortie en septembre 2022.

### Tournage
Le tournage est d’abord prévu au printemps, ou à l’été 2020, « en partie en Chine ». Le magazine Closer annonce à tort l’annulation du tournage à cause de la pandémie de Covid-19, mais, le 18 février 2020, la société Trésor Films explique qu’il est toujours prévu à partir du 15 juin pour le tournage en France et en septembre pour les séquences filmées en Chine,. Le tournage doit durer 70 jours.
En mai 2020, les producteurs annoncent que le tournage est finalement repoussé en mars 2021. Les prises de vues sont prévues majoritairement en France, notamment dans les studios de Bry-sur-Marne et sur l’ancienne base aérienne 217 entre Brétigny-sur-Orge et Le Plessis-Pâté, pour la construction du village gaulois, mais aussi en extérieur pour des séquences épiques nécessitant beaucoup de figurants,.
Selon le producteur Alain Attal, le tournage doit ensuite se poursuivre en Chine pour de nombreux extérieurs et décors naturels. Finalement, pour des raisons sanitaires, la partie du tournage prévue en Chine est abandonnée. Le début des prises de vues est alors confirmé pour le printemps 2021. Le tournage aura principalement lieu en France (studios de Bry-sur-Marne et Plessis-Pâté confirmés) ainsi que quelques jours dans le désert marocain,. Les décors naturels de l’Himalaya qui devaient être tournés en Chine sont finalement tournés en Auvergne dans le Massif du Sancy.
Le tournage débute officiellement le 12 avril 2021. Après les studios de Bry-sur-Marne, l’équipe se rend en Auvergne-Rhône-Alpes, notamment dans le massif du Sancy. Après des intempéries dans la région, début mai 2021, Guillaume Canet publie sur les réseaux sociaux une vidéo humoristique parodiant les coups de sang de Jean-Pierre Mocky. Les prises de vues s’achèvent début août, après 17 semaines de tournage.
Le running gag de Jules César faisant le signe de Jul vient d'une improvisation de Vincent Cassel sur le tournage, l'idée ayant beaucoup amusé l'équipe, Guillaume Canet la conserva.

### Musique
La musique du film est composée par -M-, qui collabore de nouveau avec Canet après Ne le dis à personne (2006).
Plusieurs chansons additionnelles contemporaines de la production composent la bande-originale ou sont parodiées : The Ecstasy of Gold, Mon homme, We Will Rock You, Kung Fu Fighting, (I've Had) The Time of My Life, Elle préfère l'amour en mer ou Say You, Say Me. Des musiques furent créées pour le film et sa bande-originale : Ils sont fous ces humains de -M- et Bigflo et Oli, Chang Chu Wo De Xin Yuan de Pomme, La chanson du Barde de Philippe Katerine et Pourquoi parler quand on peut voler ? de -M- et Nach.

## Accueil

### Sortie
Au cinéma, le film est diffusé notamment avec les technologies Dolby Cinema et 4DX.

### Accueil critique
Astérix et Obélix : L’Empire du Milieu reçoit des critiques majoritairement négatives. En France, le site Allociné propose une moyenne des critiques presse de 2.4⁄5, après avoir recensé 39 titres de presse. Les notes des spectateurs sont accusées d'avoir été manipulées par la publication de fausses critiques élogieuses.
Louis Nadau de Marianne qualifie le film de « navet à 66 millions d’euros », dont il déplore l'« écriture défaillante, davantage soucieuse de la rentabilité commerciale que de la cohérence narrative ». Le site CinéSéries se montre plus sévère : « Écrit avec un pied, tourné avec l’autre et monté avec ce qui reste, on se demande bien ce que Guillaume Canet a fait de ses mains sur cet Astérix et Obélix : L’Empire du Milieu. »
Hugues Dayez de la RTBF qualifie le film de « pathétix », de « ratage absolu » et de film « bling-bling, gonflé à l’hélium, mal pensé, mal produit, mal réalisé » : « Les dialogues sont poussifs, les gags éculés, les scènes de bagarre musclées par des effets spéciaux numériques d’une laideur repoussante ».
Le quotidien Libération titre « Astérix et Obélix, le pire du milieu » et le site GQ parle de « la potion tragique de Guillaume Canet ».
Dans Paris Match, Martin Stameschkine évoque une histoire trop alambiquée, un manque de rythme criant et de nombreuses séquences qui tombent à plat. Il considère que le duo formé par Guillaume Canet et Gilles Lellouche ne fonctionne pas, que Vincent Cassel en César passe à côté de son rôle et que le scénario, bancal, manque de justesse.
Julien Rousset de Sud Ouest est également mitigé : « Malgré des clins d’œil amusants à l’époque (Angèle, Orelsan, Zlatan Ibrahimović en guest stars), quelques trouvailles scénaristiques (Astérix veut soigner son addiction à la potion magique), l’ensemble paraît bien lisse et sage par rapport, par exemple, à la réjouissante dinguerie d’Alain Chabat dans Mission Cléopâtre. »
Caroline Vié de 20 minutes se montre plus positive, saluant notamment la performance de Gilles Lellouche : « Il embrasse le rôle d’Obélix avec une gourmandise palpable. »
De son côté, Grégory Plouviez du journal Le Parisien se montre mitigé. Même s'il estime que ce nouvel Astérix n'est pas à la hauteur des espoirs placés en lui, il note que le film « n’est pas non plus un navet ». Selon le journaliste, le film n'est « pas désagréable », mais « sans grande saveur ni originalité ». Dans la même lignée que sa consœur de 20 Minutes, il salue cependant la prestation de Gilles Lellouche qui réussit à « faire oublier Gérard Depardieu dans le costume d’Obélix. Pas un mince exploit. »
À l'inverse, David Fontaine, dans Le Canard enchaîné, déplore que Gilles Lellouche « imite désespérément Gérard Depardieu » et qualifie le film de « divertissement honnête mais manquant de verve et dopé aux effets numériques […] où sortent du lot José Garcia, Jonathan Cohen et Philippe Katerine, face à un Zlatan en apparition gadget. »
Au sein de l'équipe du film, l'acteur Gilles Lellouche indique avoir été surpris et touché par la virulence des critiques envers ce nouvel opus d'Astérix : « Tous les films sont attaquables et j'entends les raisons pour lesquelles le film ne plaît pas. Mais les attaques personnelles sur un film familial, qui n'a rien d'un brûlot, qui n’a pas d’autre prétention que divertir le plus grand nombre, je ne les comprends pas. »

### Box-office
Le film engendre près de 191 045 entrées lors de son premier jour d’exploitation et 275 658 entrées en avant-premières, pour un total de 466 703 entrées,.
Après cinq jours d’exploitation, il comptabilise 1 637 948 entrées, réalisant ainsi le troisième meilleur démarrage pour un film depuis la pandémie de Covid-19. Il s’agit du meilleur démarrage en salle d’un film français depuis 2008.
Pour sa deuxième semaine d'exploitation en France, le long-métrage réussit à engranger 1 009 899 entrées supplémentaires pour un total de 22 134 séances proposées. De fait, le film se place en deuxième position du box-office hebdomadaire, derrière la nouveauté française Alibi.com 2 (1 017 788, hors AP) et devant le blockbuster américain Avatar : La Voie de l'eau (298 132). En semaine 3, le long-métrage reste en deuxième place avec 756 276 entrées supplémentaires, toujours derrière Alibi.com 2.
La comédie passe la barre symbolique des 4 millions d'entrées en France au cours de sa quatrième semaine d'exploitation. Au cours de cette semaine, le film reste dominé par la comédie Alibi.com 2 et ses 798 133 entrées hebdomadaires.
| En 2023, semaine du | France | France    | France    |
| En 2023, semaine du | Rang   | Entrées   | Cumul     |
| ------------------- | ------ | --------- | --------- |
| 1er au 7 février    | 1      | 1 882 686 | 1 882 686 |
| 8 au 14 février     | 2      | 1 009 899 | 2 892 585 |
| 15 au 21 février    | 2      | 756 276   | 3 648 861 |
| 22 au 28 février    | 2      | 514 149   | 4 163 010 |
| 1er au 7 mars       | 7      | 190 917   | 4 353 927 |
| 8 au 14 mars        | 9      | 95 037    | 4 448 964 |
| 15 au 21 mars       | 11     | 90 453    | 4 539 417 |
| 22 au 28 mars       | 16     | 33 736    | 4 573 153 |
| 29 mars au 4 avril  |        | 15 108    | 4 588 261 |
| 5 au 11 avril       |        | 4 982     | 4 593 243 |
| 12 au 18 avril      |        | 2 630     | 4 595 873 |
| 19 au 25 avril      |        | 2 270     | 4 598 143 |
| 26 avril au 2 mai   |        | 494       | 4 598 637 |

En Europe, le film cumule 144 388 entrées après la fin de son exploitation en Italie et 111 693 entrées en Espagne,,.
Après 8 semaines d'exploitation en France et dans d'autres pays d'Europe, le film cumule plus de 6 millions d'entrées,.
Au total, Astérix et Obélix : l'Empire du Milieu est sorti dans une trentaine de pays à travers le monde. Il devient le film français le plus vu à l’international depuis la pandémie avec 2,1 millions d’entrées.
En juin 2023, près de 4 mois après sa sortie, le film parvient à dépasser les 7 millions d’entrées, grâce à notamment sa sortie en salle en Allemagne le même mois où le film cumule à la fin de son exploitation 307 151 entrées.
Début juillet 2023, le film cumule à l’international 2 603 935 entrées (1 643 428 entrées cumulé fin février, 500 056 entrées supplémentaires engendrées en mars puis 123 120 entrées en avril et 215 359 entrées en mai). Fin juin le film engendre également 121 972 entrées portant le total à plus de 2,6 millions d’entrées hors France.
| Pays ou région    | Box-office                     | Date d'arrêt du box-office | Nombre de semaines |
| ----------------- | ------------------------------ | -------------------------- | ------------------ |
| France            | 4 622 711 entrées 35 398 462 $ | 3 mai 2023                 | 14                 |
| Monde hors France | 2 682 740 entrées 10 999 216 $ | 19 novembre 2023           | 41                 |
| Pologne           | 727 000 entrées                | 23 avril 2023              | 11                 |
| Allemagne         | 307 151 entrées                | 18 juin 2023               | 4                  |
| Belgique          | 228 000 entrées                | n/a                        | n/a                |
| Espagne           | 111 693 entrées                | 26 février 2023            | 4                  |
| Italie            | 144 388 entrées                | 26 février 2023            | 4                  |
| Total mondial     | 7 305 451 entrées 46 497 678 $ | 19 novembre 2023           | 41                 |

### Exploitation ultérieure
Le film est disponible à partir de la mi-mai 2023 dans le catalogue mondial de Netflix à l'exception de la France en raison de la chronologie des médias. Il s'impose à la cinquième place des films non-anglophones avec plus de cinq millions d'heures de visionnage.
Astérix et Obélix : L'Empire du Milieu est diffusé sur TF1 en avril 2025 pour la première fois à la télévision française ; il réunit 4 629 000 téléspectateurs soit 26,8 % de part d'audience, plaçant la chaîne en position de leader sur la soirée.

## Analyse